# Erin Woodley
Erin Woodley, född den 6 juni 1972 i Mississauga, Kanada, är en före detta kanadensisk konstsimmare som tog OS-silver i lagtävlingen i konstsim i samband med OS 1996 i Atlanta.